# 12. Feld-Division
12. Feld-Division foi uma divisão de campo da Luftwaffe que prestou serviço durante a Segunda Guerra Mundial, combatendo com a Heer.

## Comandantes
- Herbert Kettner, 1 de Outubro de 1942 - 1 de Novembro de 1943[2]